# デューク大学医療センター患者高速輸送機関
デューク大学医療センター患者高速輸送機関（デュークだいがくいりょうセンターかんじゃこうそくゆそうきかん、英: Duke University Medical Center Patient Rapid Transit）は、かつてアメリカ合衆国ノースカロライナ州ダーラムのデューク大学医療センターにあったAutomated People Mover (APM) システムである。個人用高速輸送機関（こじんようこうそくゆそうきかん、英: Personnel Rapid Transit (PRT)）とも呼ばれていた。
1979年から2009年まで運行され、現在は運行されていない。
PRTは、リニア誘導モーターによって車両を推進しており、ホバークラフトに似た圧縮空気のベッド上で浮遊していることで有名であった。
独自に、車両は前後だけでなく横へにも移動することができた。
「水平エレベーター」として公表されたシステムは1970年代にオーチス・エレベータ・カンパニーによって設計されたもので、1977年より導入が始まり、1979年12月8日に開業となった。無人運転車両は両端に非常口のための蝶番付きの窓を有した、3両の無人運転のオーチス・ホバー車両を備えていた。
コンクリート製ガイドウェイは複線で建設されており、アーウィン・ロード下のトンネルを通じてデューク南、デューク北および駐車場IIの3つの駅を結んでいた。

## 廃止
デューク南およびデューク北間の約400m (0.25mi)の区間は、病院の増築工事の敷地確保のため2008年10月15日に廃止された。
残るデューク北病院 - デューク駐車場II間も2008年（平成20年）後半から2009年（平成21年）前半までの間に閉鎖された。旧駐車場II駅の出入り口は、壁で塞がれた。残った軌道および基幹施設も、その後の工事が捗るように大部分が撤去された。

## 工業技術
オーチス・ホバー・システムは、世界中で導入されている。その後の変種は、同じエアクッション技術を使用していたが、例えばロサンゼルスにあるゲティ・センター・トラムのように、ワイヤー・ケーブルによって車両を推進している。